# Dekanat Przeworsk I
Dekanat Przeworsk I – dekanat archidiecezji przemyskiej, w archiprezbiteracie łańcuckim.

## Historia
W latach 1780–1790 w Galicji zostały przeprowadzone tzw. reformy józefińskie, których celem było dostosowanie administracji kościelnej do administracji państwowej. 1 marca 1784 roku Gubernium lwowskie przesłało do przemyskiego konsystorza postulaty dotyczące reorganizacji dekanatów. 7 czerwca 1784 roku bp Antoni Wacław Betański przesłał do Lwowa, projekt organizacji podziału dekanalnego diecezji przemyskiej.
W 1785 roku został utworzony dekanat kańczucki, w którego skład weszły parafie z wydzielonego terytorium dekanatów:
- jarosławskiego – Kańczuga, Albigowa, Gać, Gniewczyna, Handzlówka, Husów, Jawornik, Manasterz, Markowa, Ostrów, Pantalowice, Przeworsk, Siennów, Sietesz, Urzejowice.
- leżajskiego – Nowosielce.

Następnie okazało się, że siedziby niektórych dekanatów nie były odpowiednio usytuowane względem odległości od parafii i postanowiono je przenieść w bardziej dogodne miejsce. Z tego też powodu w 1787 roku siedziba dekanatu została przeniesiona do Przeworska, a dekanat przemianowany na przeworski.
27 stycznia 1978 roku dekanat przeworski wszedł w skład nowo utworzonego archiprezbiteratu łańcuckiego. W 1987 roku bp Ignacy Tokarczuk dokonał podziału dekanatu przeworskiego na dekanat przeworski I i dekanat przeworski II.
Na przestrzeni dziejów dziekanami dekanatu byli m.in.: ks. Walenty Rafałowicz, ks. Kacper Mizerski, ks. Marceli Bogucki, ks. Adolf Strzedula, ks. Tomasz Kowalski, ks. Karol Pawłowski, ks. Władysław Tryczyński, ks. Paweł Domin, ks. prał. Adam Ablewicz, ks. prał. Stanisław Szałankiewicz.
Od 2012 roku dziekanem jest ks. prał. Tadeusz Gramatyka.

## Parafie
- Dębów – pw. Najświętszej Maryi Panny Królowej Polski
- Gać – pw. Wniebowzięcia Najświętszej Maryi Panny
- Gniewczyna Łańcucka – pw. św. Mateusza
  - Wólka Małkowa – kościół filialny pw. Matki Bożej Częstochowskiej
- Gorzyce – pw. Najświętszego Serca Pana Jezusa
- Grzęska – pw. Podwyższenia Krzyża
- Jagiełła – pw. św. Jadwigi Królowej
- Nowosielce – pw. św. Marii Magdaleny
- Przeworsk – pw. Ducha Świętego (Bazylika Kolegiacka – Sanktuarium Bożego Grobu)
  - Przeworsk – kościół klasztorny ss. Szarytek pw. Matki Bożej Śnieżnej
  - Chałupki Przeworskie – kościół filialny pw. Miłosierdzia Bożego
  - Studzian – kościół filialny pw. św. Brata Alberta Chmielowskiego[4]
- Przeworsk-Gorliczyna – pw. św. Józefa Sebastiana Pelczara
- Świętoniowa – pw. Matki Bożej Nieustającej Pomocy

Głównym miejscem pielgrzymkowym na terenie dekanatu jest Bazylika Kolegiacka pw. Ducha Świętego w Przeworsku jako Sanktuarium Bożego Grobu.
W kościele Szarytek pw. Matki Bożej Śnieżnej w Przeworsku - 23 kwietnia 2006 roku rozpoczęła się Wieczysta Adoracja Najświętszego Sakramentu.

## Zgromadzenia zakonne
- Przeworsk – ss. Szarytki (1768)
- Gać – ss. Służebniczki Starowiejskie (1940)
- Gniewczyna Łańcucka – ss. Felicjanki (1972)
- Gorzyce – ss. Karmelitanki Dzieciątka Jezus (1970)
- Nowosielce – ss. Służebniczki Starowiejskie (1924)